# Ferenc Vörös
Ferenc Vörös   (Budapest, 9 d'abril de 1922) és un nedador hongarès, ja retirat, que va competir durant la dècada de 1940.
El 1948 va prendre part en els Jocs Olímpics d'Estiu de Londres, on quedà eliminat en semifinals en la prova dels 1.500 metres lliures del programa de natació.
En el seu palmarès destaca una medalla de plata al Campionat d'Europa de natació de 1947.